# White Witch
White Witch fue una banda de rock estadounidense fundada en la ciudad de Tampa, Florida que grabó dos álbumes de estudio con el sello Capricorn Records a comienzos de los años setenta. Su nombre y lema contrasta con bandas de la época que querían expresar oscuridad en su imagen y sus letras como Black Sabbath o Coven, incluso la propia banda anunciaba antes de sus conciertos la siguiente consigna: "Traer bondad donde antes hubo maldad, traer amor donde antes hubo odio, traer sabiduría donde antes hubo ignorancia; este es el poder de White Witch".
El grupo fue incluido en el Salón de la Fama de músicos de Florida.

## Discografía
- White Witch, LP (1972)
- A Spiritual Greeting, LP (1974)
- "And I'm Leaving", 45 (197)